# Lego Serious Play

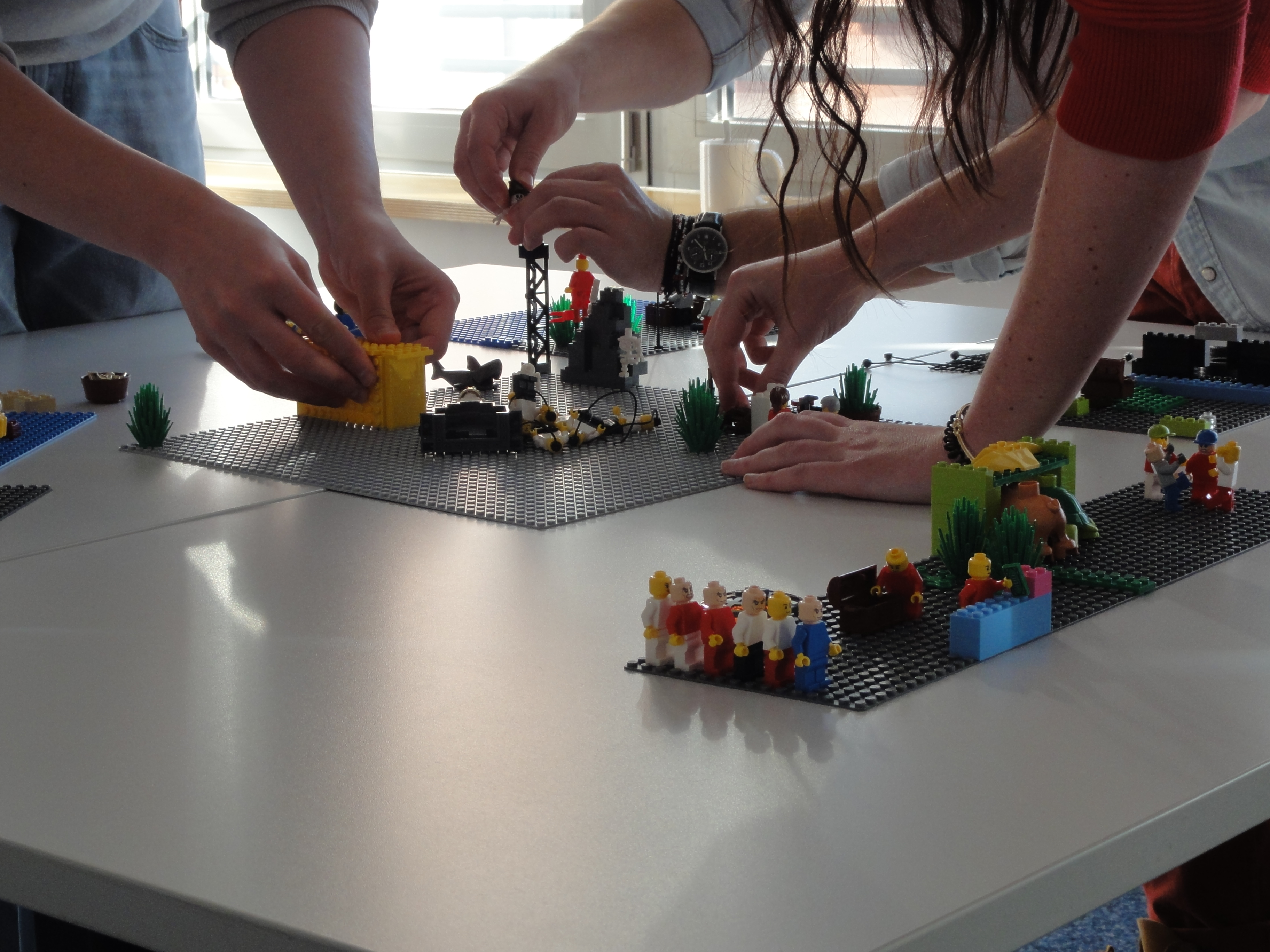
Lego-Serious-Play-Shared-Identity-Teamwork-Beispiel

Lego Serious Play (LSP) ist ein moderierter Prozess, der Spiel und das Modellieren mit Legosteinen mit den Belangen der Geschäftswelt verbinden soll. LSP kann in Unternehmen, Teams und auch mit Einzelpersonen eingesetzt werden und soll laut dem Marketing neue Ideen fördern, die Kommunikation verbessern und Problemlösungen beschleunigen.

## Geschichte
Entwickelt wurde Lego Serious Play auf Anregung des Haupteigentümers der Lego A/S Kjeld Kirk Kristiansen ab 1996. Kristiansen benötigte zu dieser Zeit einen effektiven Prozess zur innovativen Strategieentwicklung für sein Unternehmen und war unzufrieden mit den bei Lego eingesetzten konventionellen Strategieentwicklungsmethoden. Zur gleichen Zeit suchten auch die beiden Professoren Johan Roos und Bart Victor, damals am International Institute for Management Development (IMD) in Lausanne, nach Alternativen zur herkömmlichen strategischen Planung. Zusammen mit Robert Rasmussen, dem damaligen Leiter der Produktentwicklung für LEGO Education, war dann das Entwicklungsteam für Lego Serious Play gefunden. Roos brachte dabei den strategischen Hintergrund ein, Victor das Verständnis der Organisationsentwicklung und Rasmussen die Lern- und Entwicklungstheorien.
Über mehrere Jahre und in mehr als zwanzig Iterationsschritten wurde der Lego Serious Play Prozess formalisiert und optimiert. Anfang 2002 wurde Lego Serious Play dann der Öffentlichkeit vorgestellt und ist inzwischen eine offizielle Produktlinie von Lego. Seit Juni 2010 hat Lego die grundlegenden Prinzipien von Lego Serious Play unter einer Creative-Commons-Lizenz öffentlich nutzbar gemacht. Die Marke „Serious Play“ bleibt auch nach dieser Öffnung geschützt, und Lego regelt in einer Markenrichtlinie deren Verwendung durch Moderatoren.
Zu den Anwendern von Lego Serious Play gehören heute Großunternehmen, Start-up-Unternehmen, Behörden und auch NGOs (z. B. SOS-Kinderdörfer) im akademischen und öffentlichen Bereich.

## Wissenschaftliche Grundlagen
Ein zentrales Element von Lego Serious Play ist die Hand-Gehirn-Verbindung, die sensorisch und motorisch im Vergleich zu anderen Körperregionen besonders stark ausgeprägt ist (siehe Homunculus in der Neuroanatomie).
Die Methode von Lego Serious Play basiert auf den folgenden drei Forschungsgebieten der Sozialwissenschaften und der Erkenntnistheorie:
- Spiel – Spiel ist definiert als eine räumlich und zeitlich limitierte, von Regeln strukturierte und freiwillige Aktivität.[4] Die Motivationsbasis des Spiels wird in der Literatur als primär emotional beschrieben. Die im Spiel verwendeten Darstellungen sind im Grunde genommen Darstellungen des eigenen affektiven Wissens des Spielers. Da das Spiel die Fähigkeit der Verstellung sowie der Verlagerung von Aufmerksamkeit und Rollen erfordert, bildet es eine natürliche Umgebung, in der ein freiwilliges oder unbewusstes therapeutisches bzw. kathartisches Erlebnis möglich ist.[5][6] Mit Hilfe von Modellen und Metaphern kann der Gegenstand des Spiels eine bestimmte Bedeutung annehmen und abstrakten Konzepten eine Gestalt geben. Formale Beziehungen, die anders nur schwer zu begreifen wären, lassen sich auf diese Weise konkretisieren. Der im Spiel vorhandene konstruktive Wettbewerb motiviert die Spieler zu Höchstleistungen und der beim Spielen häufig entstehende Flow führt zum vollen Aufgehen des Spielers in der Tätigkeit, zu intensiver Wahrnehmung und maximaler Beteiligung und Motivation. LSP soll diese positiven Elemente des Spiels auch für ernsthafte Anwendungen nutzbar machen.

- Konstruktionismus – Der Konstruktionismus basiert auf den Ideen von Seymour Papert, die wiederum im Konstruktivismus von Paperts Kollegen Jean Piaget gründen. Unter Konstruktionismus versteht man eine Möglichkeit, formale, abstrakte Ideen und Beziehungen konkreter, sichtbarer, greifbarer, manipulativer und deshalb leichter verständlich zu machen. Paperts Untersuchungen haben gezeigt, dass Menschen besonders dann etwas lernen, wenn sie etwas konstruieren, sei es die Gestaltung eines Produkts, der Bau einer Sandburg oder das Schreiben eines Computerprogramms. Wenn Menschen reale Dinge konstruieren, dann konstruieren sie gleichzeitig Theorien und Kenntnisse in ihrem Denken. Dieses neue Wissen ermöglicht ihnen den Bau weitaus komplexerer realer Dinge, was wiederum zu einem weiteren Wissensgewinn führt usw. Dieser Vorgang setzt sich in einem selbstverstärkenden Zyklus fort[7] und wird in LSP durch den ständigen Umgang mit den Legosteinen beim Bauen von Legomodellen und auch beim Erläutern dieser „begreifbaren“ Modelle gefördert.

- Imagination – Die verschiedenen kulturellen Konnotationen von Imaginationen (oder Vorstellungskraft) führen zu mindestens drei Bedeutungen: die Fähigkeit, sich von etwas ein Bild zu machen (beschreibende Imagination), die Fähigkeit, Dinge in Frage zu stellen (verneinende Imagination,) und die Fähigkeit, sich etwas Neues vorzustellen (schöpferische Imagination).[5] Das Zusammenspiel dieser drei Formen der Imagination wird von den LSP-Entwicklern als strategische Imagination bezeichnet, als Ursprung aller originären Strategien in Unternehmen.

## Anwendungsgebiete von Lego Serious Play
Es gibt vier grundlegende Lego Serious Play Applikationen:
- Real Time Strategy for the Enterprise: Diese Applikation von LSP dient der Strategieentwicklung für Unternehmen, Organisationen oder auch einzelne Untereinheiten und Teams. Dabei wird die gemeinsame Identität im Kontext der von innen und nach außen wirkenden Einflussfaktoren analysiert und dargestellt. Im sicheren Kontext der Legomodelle werden mögliche Szenarien zukünftiger Entwicklungen durchgespielt und Leitlinien für flexible und zielführende Reaktionen auf unvorhergesehene Situationen werden daraus abgeleitet.

- Real Time Strategy for the Beast: Mit dieser Anwendung sollen konkrete Probleme oder kritische Risiken analysiert werden und es sollen Strategien für den Umgang mit den Problemen oder Risiken entwickelt werden. Dabei geht LSP davon aus, dass das Wissen über Probleme und Risiken und die Ideen für den optimalen Umgang mit diesen bereits innerhalb der Organisation vorhanden sind und nicht von außen (z. B. durch Berater) eingebracht werden müssen.

- Real Time Identity for the Team: Diese Anwendung soll Teams helfen, ein gemeinsames Verständnis für die Identität und die Aufgaben des Teams und der einzelnen Teammitglieder zu entwickeln. Dabei soll die interne Zusammenarbeit optimal gestaltet und das volle Potential des Teams nutzbar gemacht werden.

- Real Time Identity for You: Diese Applikation soll dem oder den Teilnehmer(n) helfen, die eigene Identität zu analysieren und darzustellen. Dabei wird auch berücksichtigt, wie diese von anderen wahrgenommen wird und wie sie sich künftig entwickeln soll. Es soll dann erarbeitet werden, welche Umstände und Verhaltensweisen die gewünschte Entwicklung optimal fördern und wie diese erreicht werden können.

## Material

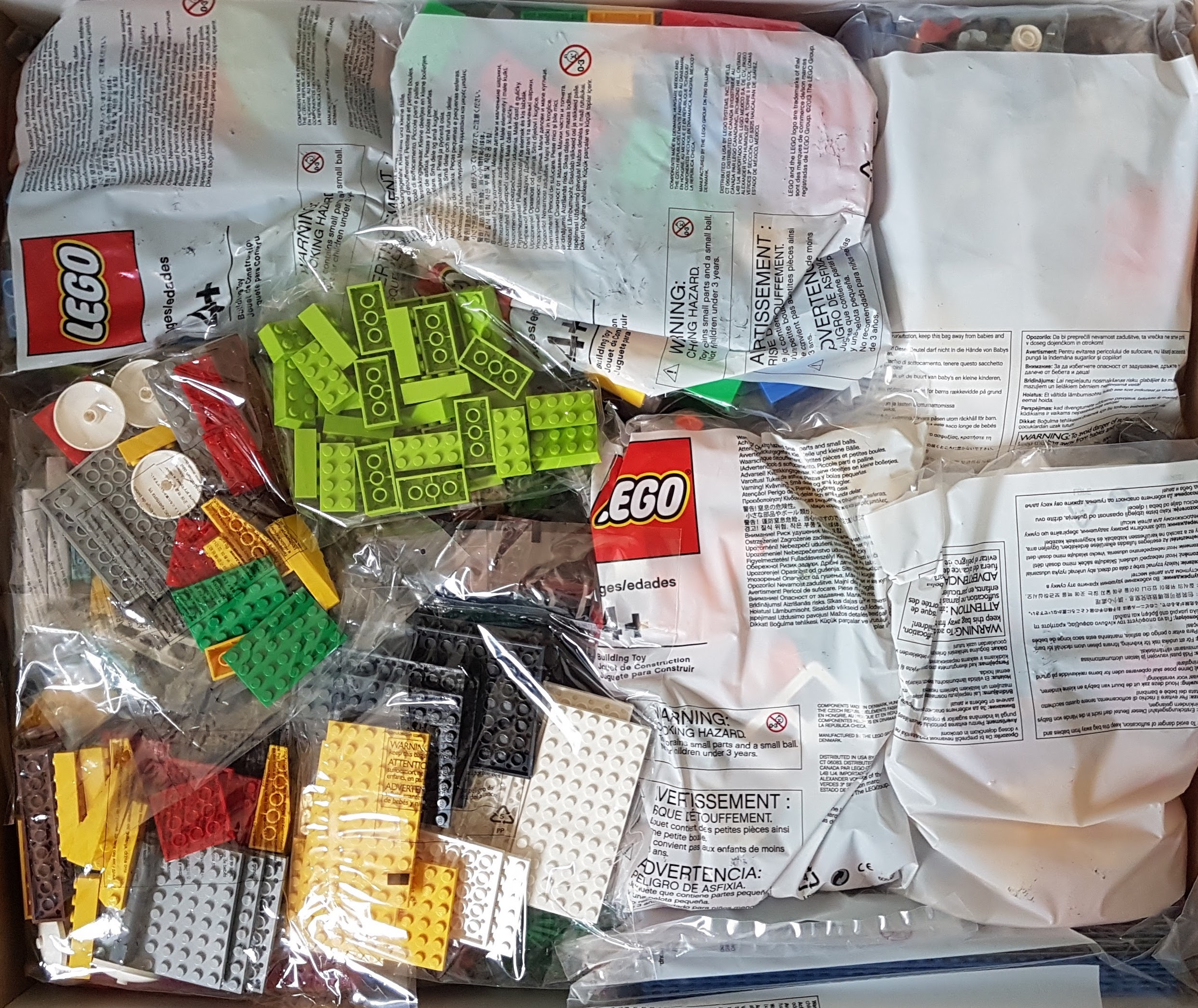
Lego Serious Play Identity and Landscape Set in der Originalverpackung

Für die Anwendung der Methode hat Lego vier Sets zusammengestellt. Dabei werden je nach Set Legosteine und Duplo-Elemente gemischt. Die Sets enthalten bis zu 2808 Teile und werden produktionsbedingt in zahlreichen Plastikbeuteln und einem einfachen Karton versandt.
| Bezeichnung                | Anzahl Teile | Einsatzbereich           | Anmerkungen |
| -------------------------- | ------------ | ------------------------ | --- |
| Starter Set                | 234          | Workshop Grundmaterial   | Größere Auswahl an Lego-Steinen für kurze Workshops, bis zu 90 Minuten. Ein Set pro Teilnehmer.                                                                       |
| Window Exploration Bag     | 51           | Skills Building          | Kleine Auswahl an Lego-Steinen zur Einführung der Methode, von 10 bis 45 Minuten. Ein Bag pro Teilnehmer. Verkauf in Kartons à 100 Stück (= 5100 Teile).              |
| Identity and Landscape Set | 2.808        | Identität und Landschaft | Für längere und intensive Workshops geeignet. Ein Set pro Gruppe von 6 bis 12 Teilnehmern.                                                                            |
| Connections Kit            | 2.455        | Verbindungen und System  | Ergänzung zum Identity and Landscape Set für längere und intensive Workshops mit Fokus auf Beziehungen und Verbindungen. Ein Set pro Gruppe von 6 bis 12 Teilnehmern. |

## Publikationen
- Per Kristiansen, Robert Rasmussen: Building a Better Business Using the Lego Serious Play Method, Wiley, Hoboken 2014, ISBN 978-1-118-83245-5.
- Sean Blair, Marko Rillo: Serious Work. Meetings und Workshops mit der Lego Serious Play-Methode moderieren, Vahlen, München 2019, ISBN 978-3-8006-5957-9.
- Sean Blair: So funktioniert die Lego Serious Play-Methode online. Neue Moderationstechniken für gemeinsame Modelle im Remote-Modus, Vahlen, München 2021, ISBN 978-3-8006-6537-2.
- David Hillmer: PLAY. Der unverzichtbare LEGO SERIOUS PLAY Praxis-Guide für Trainer, Coaches und Moderatoren, Hanser, München 2021, ISBN 978-3-446-47037-8.
- Sean Blair: Die Lego Serious Play-Methode spielend meistern. 44 Techniken und Tipps für erfahrene Lego Serious Play-Moderatoren, Vahlen, München 2022, ISBN 978-3-8006-6462-7.